# Utajärvi
Utajärvi [ˈutɑjærvi] ist eine Gemeinde in der finnischen Landschaft Nordösterbotten. Sie liegt rund 50 km südöstlich der Stadt Oulu am Mittellauf der Flüsse Kiiminkijoki und Oulujoki.
Die Gemeinde besteht seit 1865 und umfasst neben dem Kirchdorf Utajärvi die Dörfer Ahmas, Alakylä, Ala-Naama, Ala-Niska, Juorkuna, Järvikylä, Kangaskylä, Kemilä, Kormunkylä, Murronkylä, Naamankylä, Niska, Ojakylä, Potku, Sanginkylä, Sipolankylä, Sotkajärvi, Särkijärvi, Tervolankylä, Utanen, Ylisuvanto und Yli-Utos. Der Siedlungsschwerpunkt liegt im Süden entlang des Tales des Oulujoki; das restliche Gemeindegebiet ist ausgesprochen dünn besiedelt. Die Gemeinde bedeckt eine Fläche fast doppelt so groß wie Berlin, hat aber nur wenig mehr als 3000 Einwohner.
Hauptarbeitgeber in der strukturschwachen und kaum industrialisierten Region sind die Gemeinde selbst sowie die Land- und Forstwirtschaft. In den letzten Jahren hat der Naturtourismus an Bedeutung gewonnen. Im Südosten hat die Gemeinde Anteil am Rokua-Nationalpark, der für seine unberührten Kiefernwälder bekannt ist, im Norden am Schutzgebiet Olvassuo. 
Hauptsehenswürdigkeit von Utajärvi ist die Holzkirche von 1762.
Die Band 22-Pistepirkko wurde 1980 in Utajärvi gegründet.

## Söhne und Töchter der Stadt
- Paavo Roininen (1935–2022), Boxer
- Asko Keränen (* 1962), Musiker der Band 22-Pistepirkko
- PK Keränen (* 1964), Musiker der Band  22-Pistepirkko
- Espe Havarinen (* 1964), Musiker der Band  22-Pistepirkko
- Pekka Heikkinen (* 1970), Schauspieler

## Weblinks

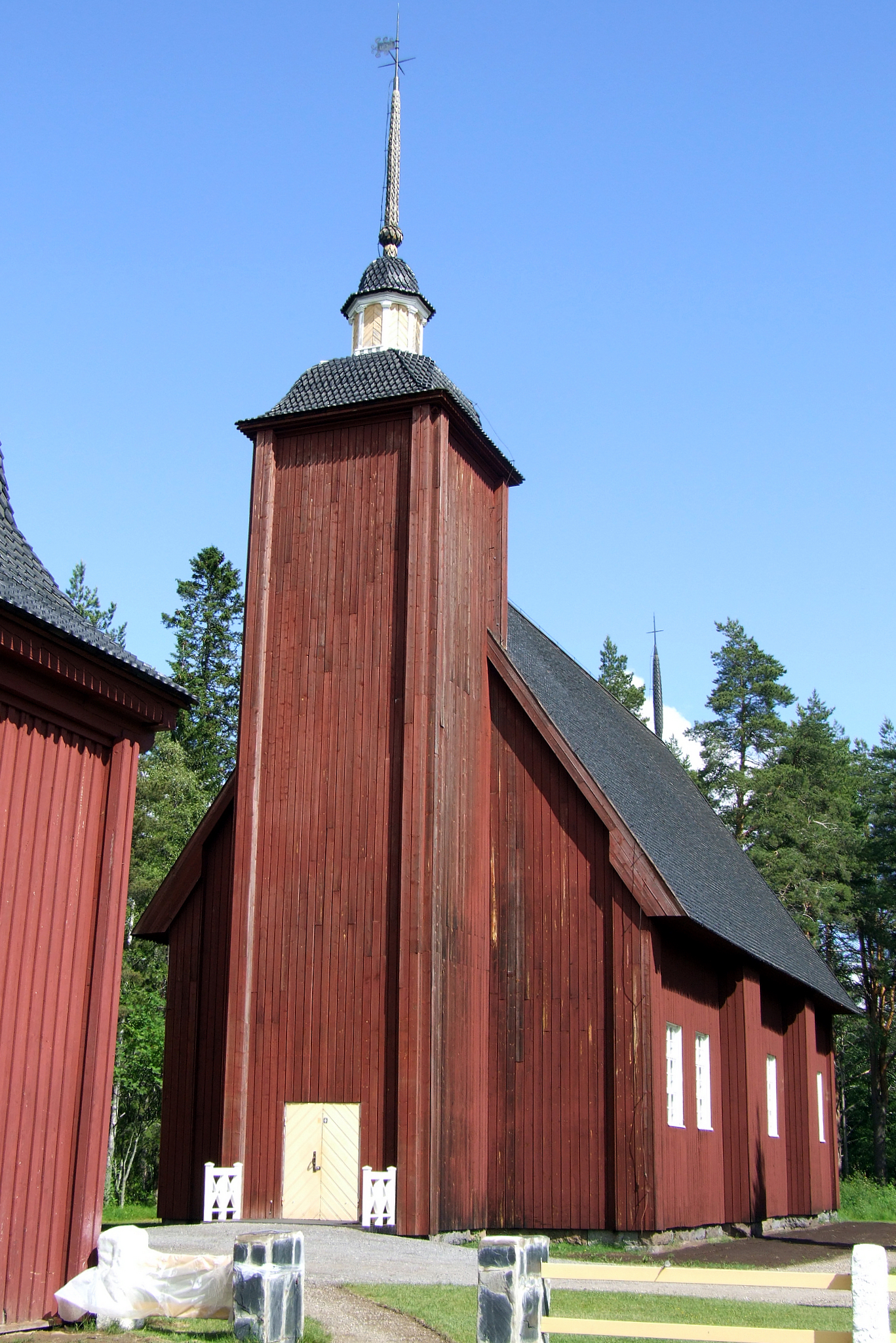
Die Kirche von Utajärvi
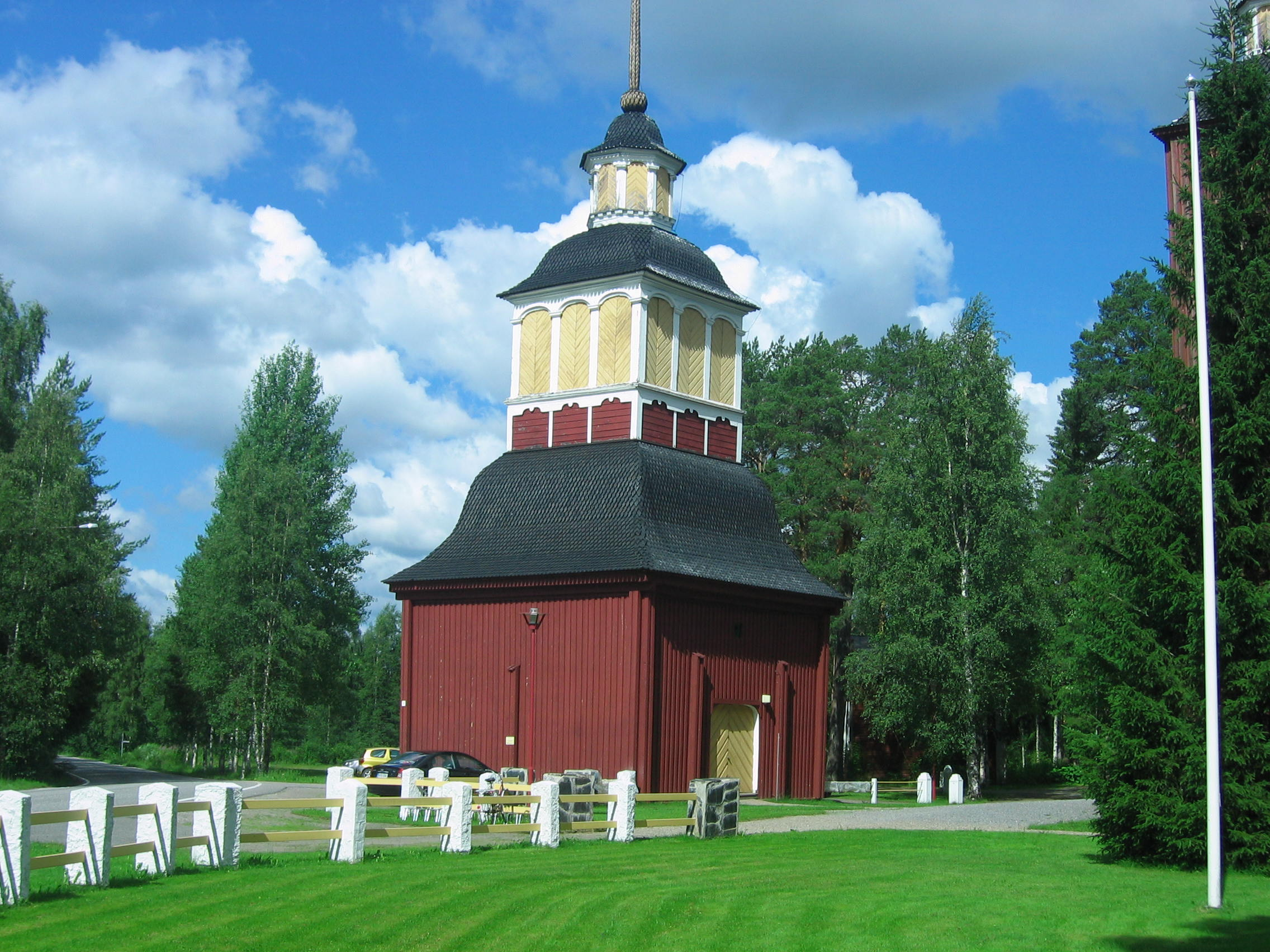
Freistehender Glockenstapel der Kirche
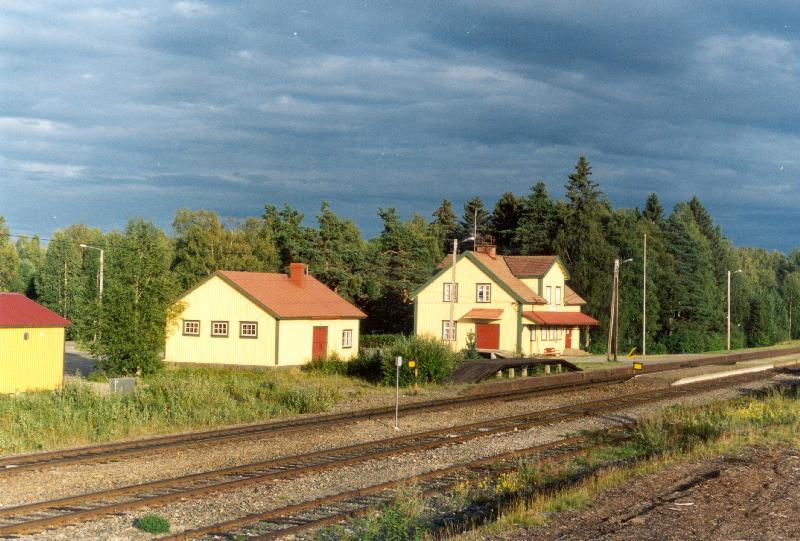
Der Bahnhof von Utajärvi